# Spargania euphemia
Spargania euphemia är en fjärilsart som beskrevs av Paul Dognin 1906. Spargania euphemia ingår i släktet Spargania och familjen mätare. Inga underarter finns listade i Catalogue of Life.